# 長絲雙纓麗魚
長絲雙纓麗魚，又稱宽颊弦尾鱼，為輻鰭魚綱鱸形目隆頭魚亞目慈鯛科的其中一種。

## 分布
本魚分布南美洲巴西亞馬遜河支流的黑河(Rio Negro)及哥倫比亞及委內瑞拉的奧里諾科河流域。

## 特徵
本魚腹側有方格狀的水平黑色斑紋，在側射光線的照射下，這些斑紋的兩側會更明顯地顯現出淺藍綠色光澤。鰭上有紅色斑點，邊緣為淺藍色，末端向外延伸出成尖刺狀。尾鰭呈琴狀。眼睛下方有一道紅色條紋，還有一道從吻部延伸到鰓蓋末端的黑紋。體長可達7.5公分。

## 生態
本魚棲息在河流的底層，屬肉食性，常成對出現。

## 經濟利用
屬於小型的觀賞魚，生性靦腆，最適合生長在軟性、酸性水中的岩石附近或植物根部，喜愛吃活餌。飼養時以長80公分的水族箱較適宜。